# Nik'oloz Gelashvili
Nik'oloz Gelashvili (in georgiano ნიკოლოზ გელაშვილი?; Telavi, 5 agosto 1985) è un ex calciatore georgiano, di ruolo attaccante.

## Palmarès

### Club
- Umaglesi Liga: 2

Zest'aponi: 2010-2011, 2011-2012
- Coppa di Georgia: 1

Zest'aponi: 2007-2008
- Supercoppa di Georgia: 1

Zest'aponi: 2011

### Individuale
- Capocannoniere dell'Umaglesi Liga: 2

2008-2009 (20 gol), 2010-2011 (17 gol)